# ホジキン (小惑星)
ホジキン （5422 Hodgkin）は小惑星帯に位置する小惑星。クリミア天体物理天文台でソビエト連邦の天文学者リュドミーラ・G・カラチキナ （Людмила Георгиевна Карачкина）が発見した。
イギリスの女性化学者で、1966年のノーベル化学賞の受賞者ドロシー・ホジキンから命名された。